# یژی مار
یژی مار (لهستانی: Jerzy Marr؛ ‏ ۲۱ مارس ۱۹۰۱ – ۹ مهٔ ۱۹۶۲) بازیگر اهل لهستان بود.
از فیلم‌ها یا برنامه‌های تلویزیونی که وی در آن نقش داشته‌است، می‌توان به راپسودی بالتیک، اسباب‌بازی، زیر پرچم عشق و پان تادئوش اشاره کرد.